# Jüdischer Friedhof (Steinhude)

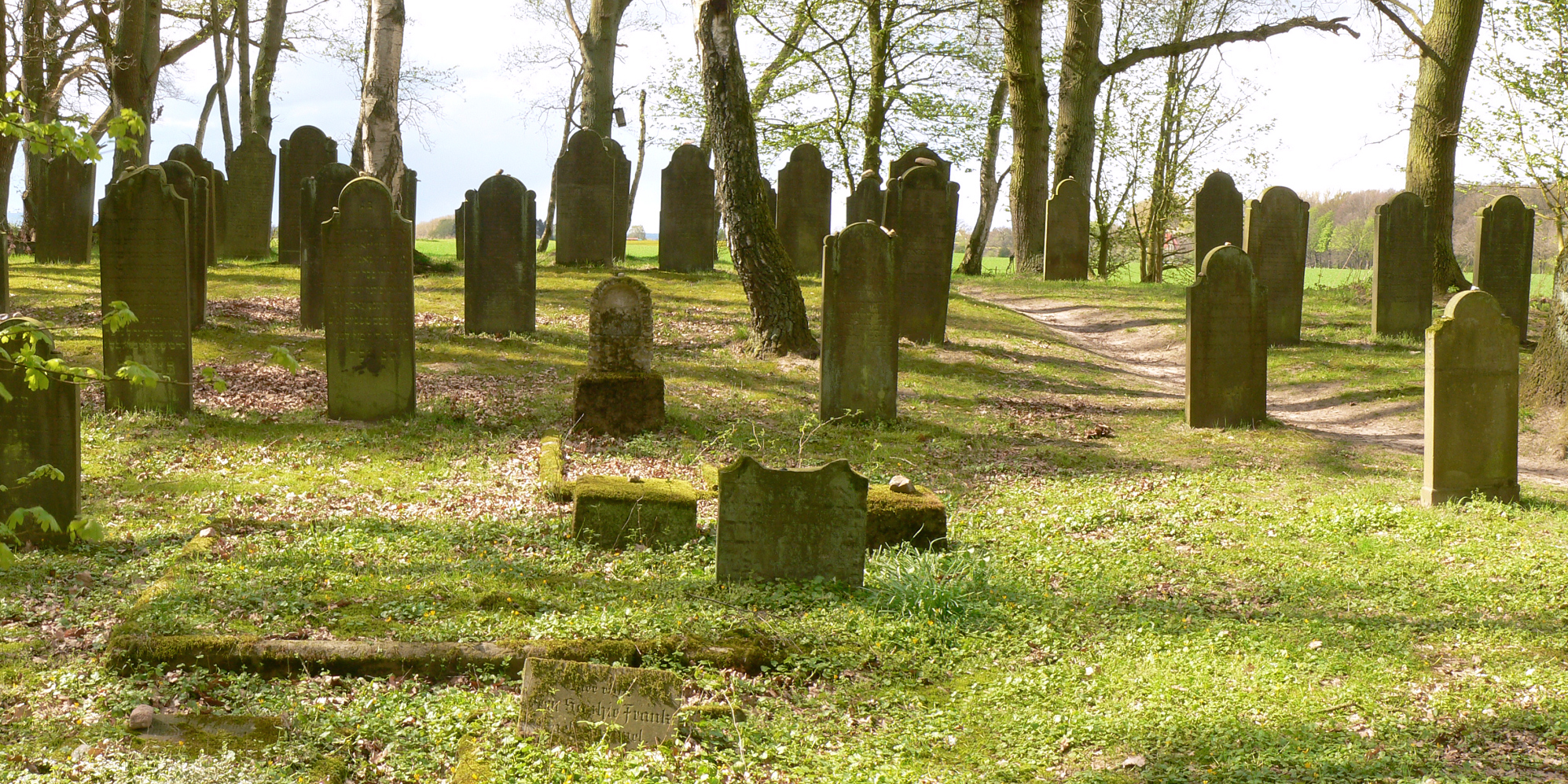
Jüdischer Friedhof Steinhude

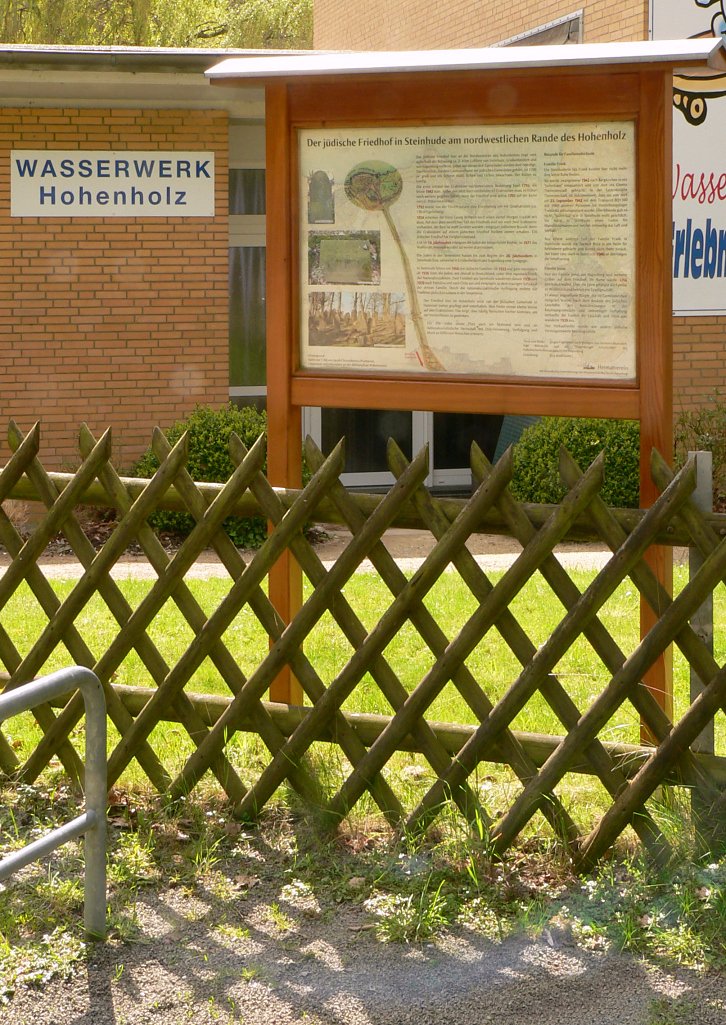
Infotafel zum Friedhof am Wasserwerk Hohenholz

Der Jüdische Friedhof Steinhude ist ein jüdischer Friedhof in Steinhude, einem Stadtteil von Wunstorf in der Region Hannover in Niedersachsen. Er ist ein geschütztes Kulturdenkmal.

## Beschreibung
Der Friedhof An der Trift liegt östlich außerhalb des Ortes am Waldrand des Waldgebietes Hohenholz in der Nähe des Wasserwerks Hohenholz. Am Wasserwerk steht eine Infotafel zum Friedhof. Es sind 62 Grabsteine vorhanden, aber keine Einfriedung. Beigesetzt sind Bewohner der Ortschaften Steinhude, Großenheidorn und Hagenburg (mit Altenhagen). In unmittelbarer Nähe befindet sich am Waldrand der Altsteinzeitliche Fundplatz am Hohenholz.

## Geschichte
Das Datum der Anlage ist unbekannt.
- 1793 Erweiterung des Friedhofes.
- 1942 Letzte Belegung.